# Guy Grosso
Guy Grosso, nome d'arte di Guy Marcel Sarrazin (Beauvais, 19 agosto 1933 – Saint-Germain-en-Laye, 14 febbraio 2001), è stato un attore francese.

## Biografia
Divenne famoso principalmente per avere formato alla fine degli anni cinquanta insieme all'attore Michel Modo il duo comico Grosso et Modo, apparso in molti film con Louis de Funès. Nelle serie su I Gendarmi di Saint-Tropez interpretò il ruolo di  Gaston Tricard.
Scomparso nel 2001, è sepolto al Cimetière de Levallois-Perret.

## Filmografia parziale

Guy Grosso (al centro, nel ruolo di Gaston Tricard) insieme a Louis de Funès e Jean Lefebvre nel film 6 gendarmi in fuga (1970).

- La pila della Peppa (Le Magot de Josefa), regia di Claude Autant-Lara (1963)
- Pierino la peste (Bébert et l'omnibus), regia di Yves Robert (1963)
- Un'adorabile idiota (Una Ravissante idiote), regia di Édouard Molinaro (1963)
- Faccio saltare la banca (Faites sauter la banque!), regia di Jean Girault (1964)
- Sciarada alla francese (Cherchez l'idole), regia di Michel Boisrond (1964)
- Una ragazza a Saint-Tropez (Le Gendarme de Saint-Tropez), regia di Jean Girault (1964)
- 7-9-18 da Parigi un cadavere per Rocky (Des Pissenlits par la racine), regia di Georges Lautner (1964)
- Colpo grosso ma non troppo (Le Corniaud), regia di Gérard Oury (1965)
- Per favore, chiudete le persiane (Les Bons vivants), regia di Gilles Grangier, Georges Lautner (1965)
- Tre gendarmi a New York (Le Gendarme à New York), regia di Jean Girault (1965)
- Chi ha rubato il presidente? (Le Grand restaurant), regia di Jacques Besnard (1966)
- Tre uomini in fuga (La Grande vadrouille), regia di Gérard Oury (1966)
- Le grandi vacanze (Les Grandes vacances), regia di Jean Girault (1967)
- Calma ragazze, oggi mi sposo (Le Gendarme se marie), regia di Jean Girault (1968)
- L'assassino colpisce all'alba (Le Champignon), regia di Marc Simenon (1970)
- 6 gendarmi in fuga (Le Gendarme en balade), regia di Jean Girault (1970)
- Colinot l'alzasottane (L'Histoire très bonne et très joyeuse de Colinot Trousse-Chemise), regia di Nina Companeez (1973)
- La 7ª compagnia ha perso la guerra (Opération Lady Marlène), regia di Robert Lamoureux (1975)
- Il gendarme e gli extraterrestri (Le Gendarme et les extra-terrestres), regia di Jean Girault (1979)
- L'Avare, regia di Jean Girault, Louis de Funès (1980)
- Le Gendarme et les gendarmettes, regia di Jean Girault (1982)

## Doppiatori italiani
- Gianfranco Bellini in Calma ragazze oggi mi sposo